# Polystira gruneri
Polystira gruneri é uma espécie de gastrópode do gênero Polystira, pertencente a família Turridae.